# 格南登福
格南登福(英語：Gardner Denver) 是一家美国机械制造公司。

## 历史
1859年成立于美国，1943年在纽约证券交易所上市。1979年被Cooper Industries收购，1994年又剥离出来成为一家独立公司。2013年股票被科尔伯格-克拉维斯-罗伯茨采购而成为私有公司。2017年宣布再次在纽约证券交易所挂牌上市。